# Król mrówek
Król mrówek. Prywatna mitologia – tom prozy Zbigniewa Herberta wydany pośmiertnie w 2001 w Krakowie przez Wydawnictwo a5.
Herbert tworzył Króla mrówek przez ostatnie dwadzieścia lat życia, nie zdążył jednak ukończyć książki. Na podstawie rękopisu i notatek do druku przygotował ją Ryszard Krynicki. Utwory w tomie osnute są wokół mitologii greckiej, rzadziej rzymskiej, stanowiąc autorską interpretację mitów. Motywy mitologiczne służą także jako punkt odniesienia do rozważań o doświadczeniach XX wieku. Część utworów ukazała się wcześniej w prasie (m.in. w „Krytyce” i „Plusie Minusie”, dodatku do „Rzeczpospolitej”).
Tom składa się z 4 części i aneksu:
1. Czarnofigurowa waza garncarza Eksekiasa – czterowiersz dedykowany Josifowi Brodskiemu
2. Bogowie z zeszytów szkolnych – 20 utworów ukończonych
3. Dziesięć ścieżek cnoty
4. Utwory z kręgu „Króla mrówek” – 6 utworów niedokończonych lub zaniechanych
5. Aneks – dwie inne wersje utworów z części drugiej